# Monument au peintre Louis Français
Le Monument au peintre Louis Français est un monument d'Émile Peynot situé à Plombières-les-Bains dans le département français des Vosges dans la région historique de Lorraine.
Inauguré en 1901, il rend hommage au peintre Louis Français (1814-1897) né à Plombières, l'un des paysagistes les plus réputés de son vivant. Un musée lui est consacré dans sa ville natale.
Le monument est protégé en totalité en tant que monument historique depuis 2001.

## Historique
Le buste et le groupe en bronze sont l'œuvre du sculpteur Émile Peynot (1850-1932) qui obtint la commande de ce monument en 1897 sur concours auprès du comité d’érection du monument présidé par le peintre William Bouguereau. Le monument a été inauguré le 18 août 1901. Il a alors fait l'objet de nombreuses éditions en cartes postales de l'époque.
Le fondeur est la société A. Durenne créée par Antoine Durenne.
Les éléments architecturaux sont dessinés par Jules Alexandre Biard, dit Godefroy (1863-1928).

## Description
Le monument est composé d'un obélisque en granite qui constitue un socle au buste en bronze sur piédouche. Un groupe en bronze composé de deux figures orne la partie inférieure du monument de plan en C : une dryade debout, appuyée sur le tronc d'un chêne, tenant une lyre, et une évocation de Chloé ou une allégorie du Printemps assise sur un rocher joue de la flûte à deux becs. Une palette de peintre gît au sol. Le thème choisi rappelle les domaines de prédilection de Louis Français.
Sa composition et le traitement fluide des personnages font de cette œuvre un bel exemple de la statuaire monumentale de l'époque Art nouveau.
Sur l'avant du piédestal est inscrit :
AU PEINTRE

LOUIS FRANÇAIS

1814-1897

SES AMIS

SES ADMIRATEURS

## Localisation
Le monument est situé sur le square Louis-Français, le long de l'avenue Louis-Français, à proximité du centre-ville de Plombières-les-Bains.
Le square domine le pavillon des Princes, maison de l'entrevue entre Napoléon III et Camillo Cavour sur l'avenir de l'Italie, inscrite monument historique.
Le lieu offre une vue sur le coteau de la Vierge dominant la ville de Plombières-les-Bains de l'autre côté de la vallée de l'Augronne.

Vues du monument
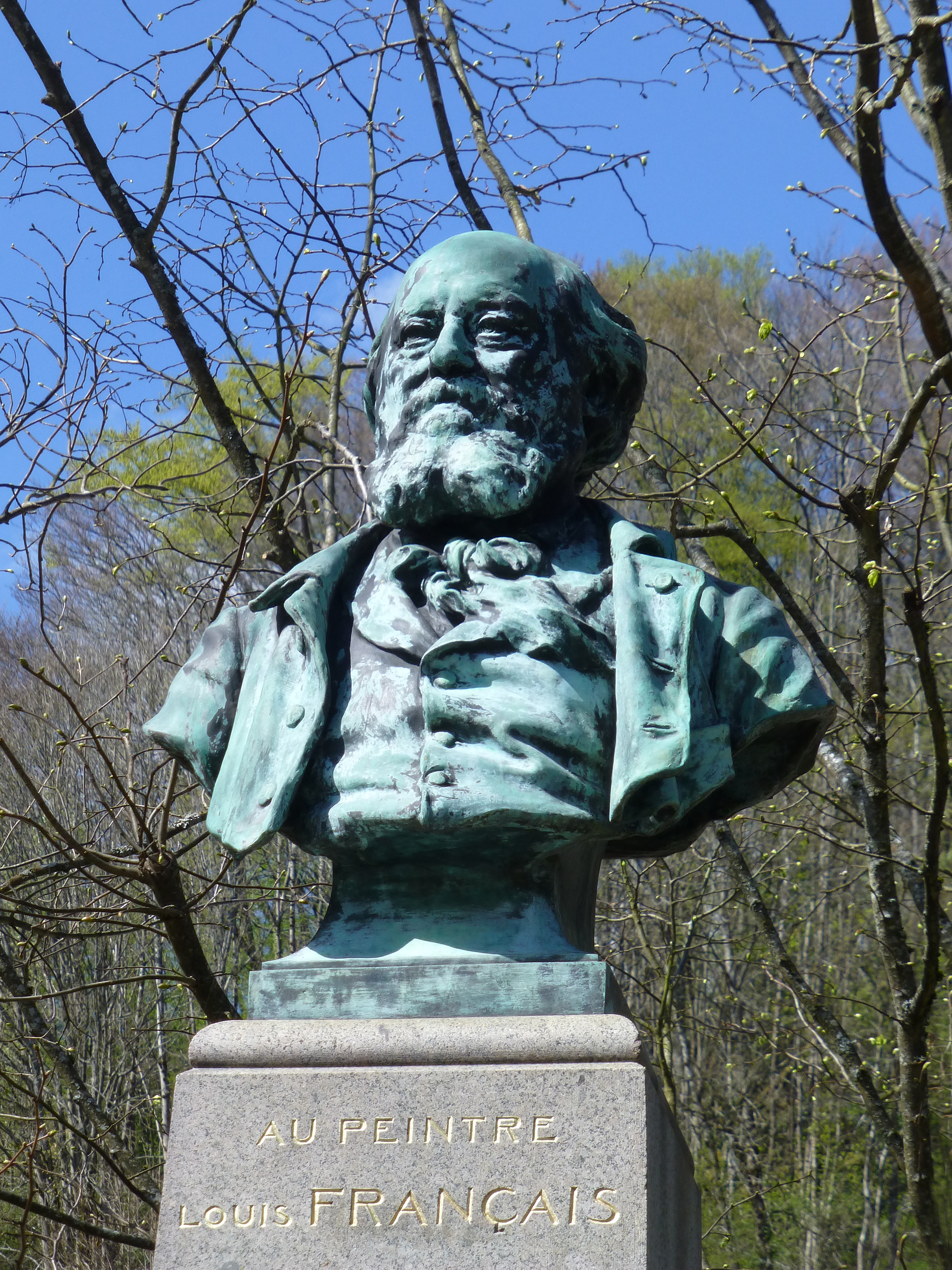
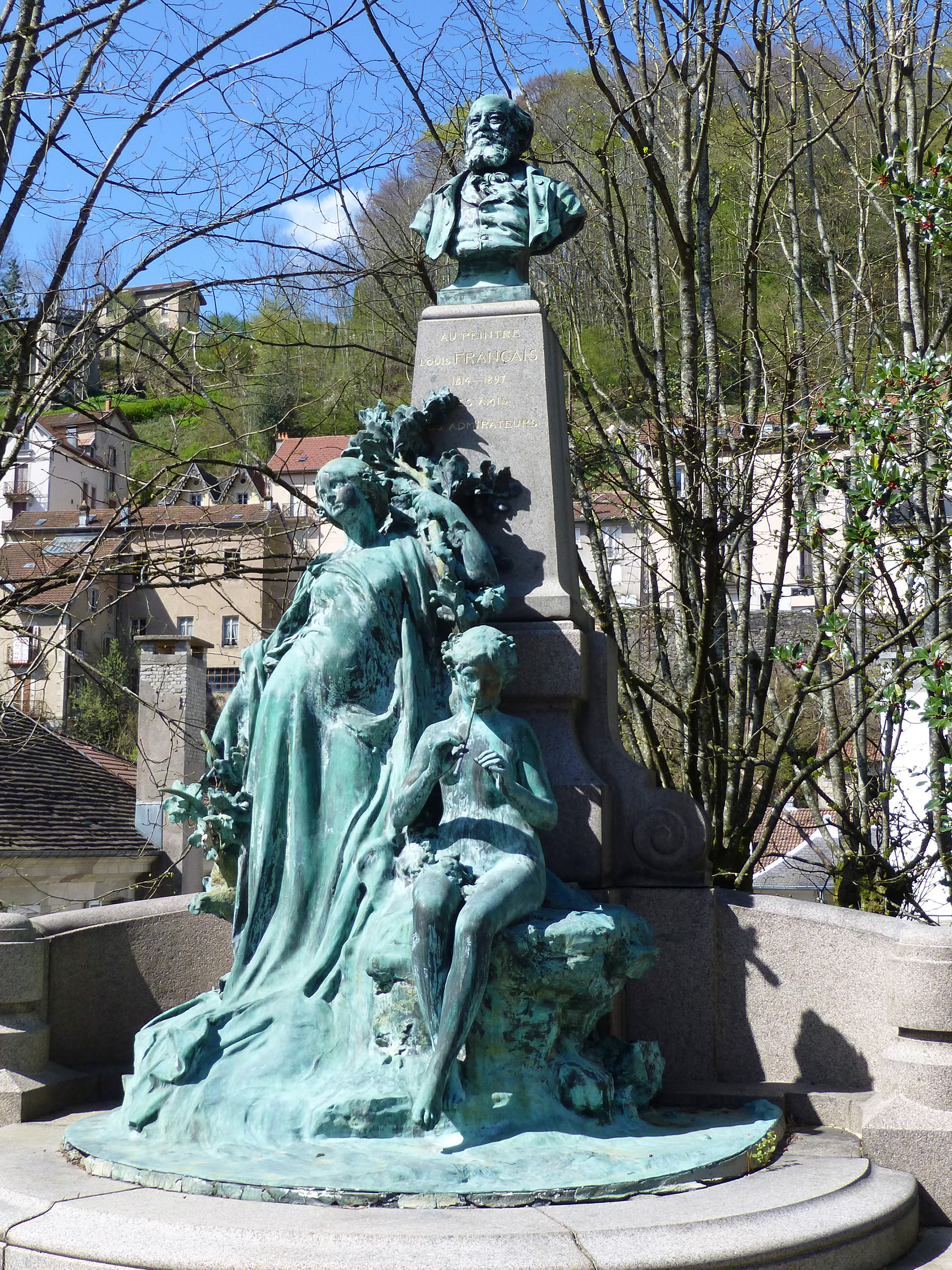
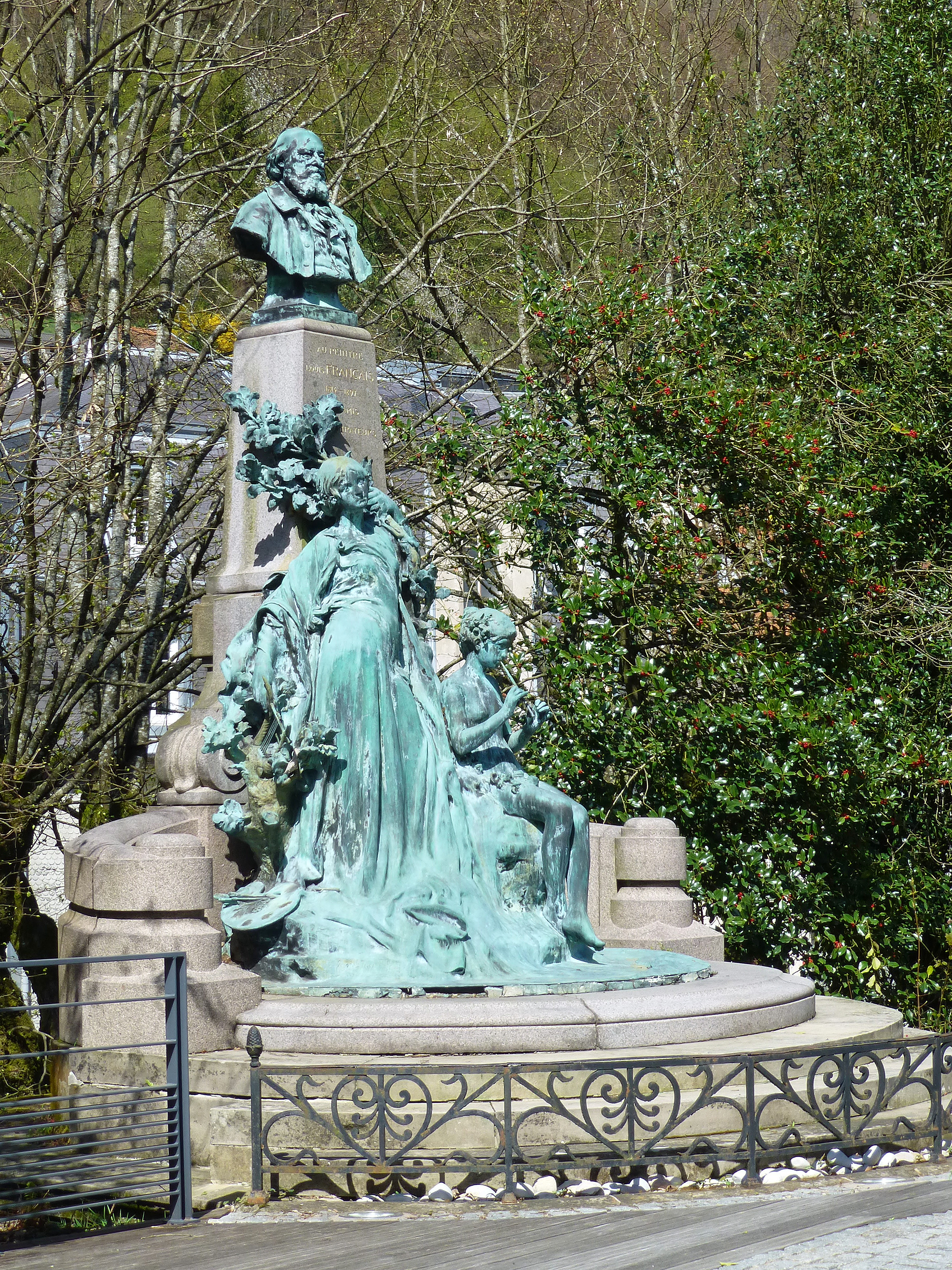